# Speedway (Indiana)
Pour les articles homonymes, voir Speedway.
Speedway est une municipalité américaine située dans le comté de Marion en Indiana. Lors du recensement de 2010, sa population est de 11 812 habitants.

## Géographie
Speedway est une enclave au sein d'Indianapolis, la capitale de l'Indiana. Selon le Bureau du recensement des États-Unis, la municipalité s'étend sur 4,77 milles carrés (12,35 km2).

## Histoire

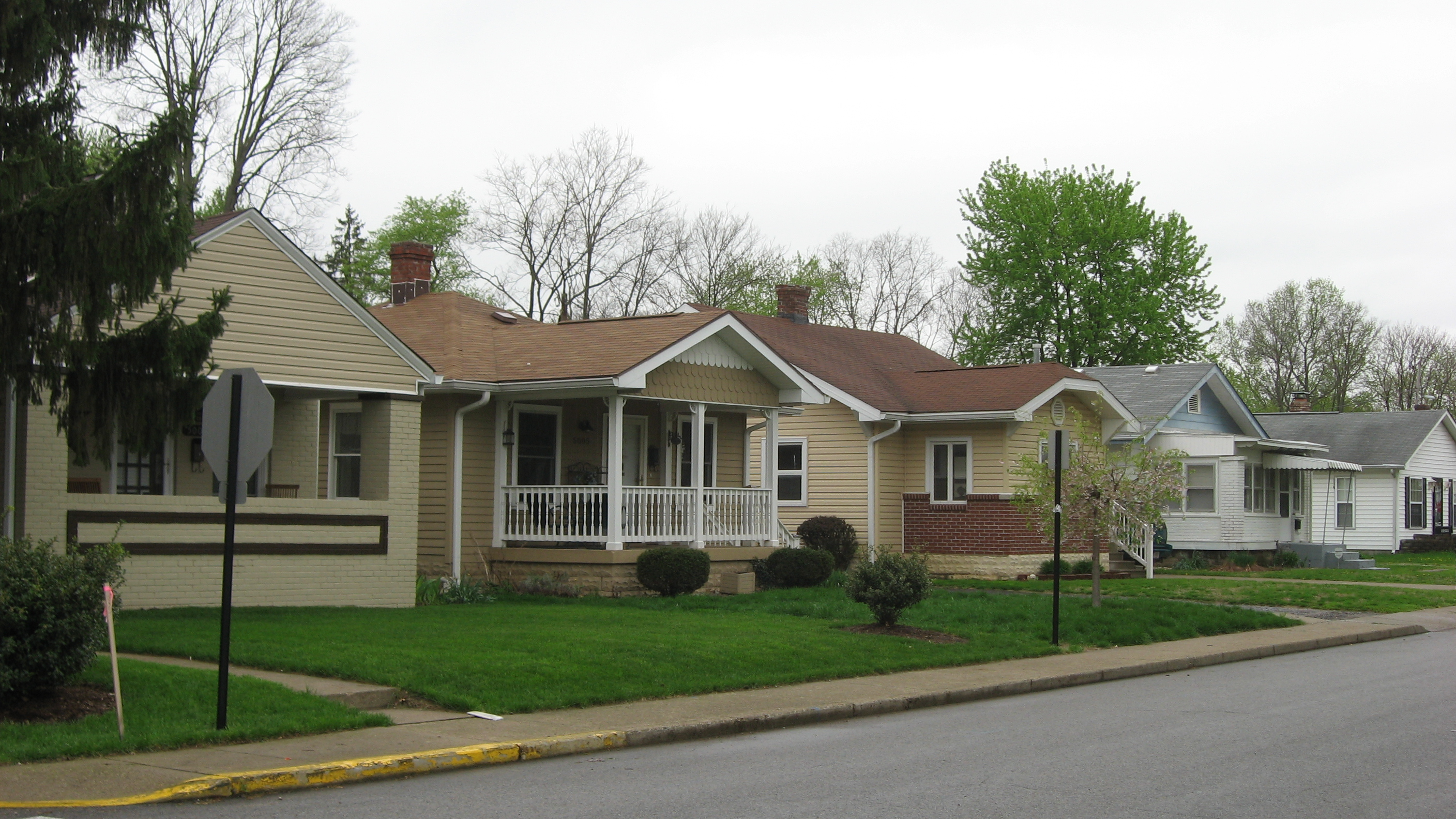
Le quartier historique de Speedway.

La localité est fondée en 1912 par les créateurs de l'Indianapolis Motor Speedway : Carl Fisher, James Allison (d'Allison Transmission (en)), Arthur Newby et Frank Wheeler. Speedway devient une municipalité en 1926. Le quartier historique, typique des banlieues résidentielles américaines de années 1920 à 1940, est inscrit au Registre national des lieux historiques,.
Dans les années 1960, Speedway choisit de ne pas intégrer Indianapolis, lors de la fusion de cette ville avec le comté de Marion.
La ville fut profondément marquée en 1978 par une série d'attentats à la bombe ainsi que le quadruple meurtre d'employés d'un fast-food.

## Démographie
La population de Speedway est estimée à 12 140 habitants au 1er juillet 2017.
| Groupe                                  | Speedway | Indiana | États-Unis |
| --------------------------------------- | -------- | ------- | ---------- |
| Blancs                                  | 63,7     | 85,6    | 76,9       |
| Afro-Américains                         | 21,9     | 9,7     | 13,3       |
| Métis                                   | 5,1      | 2,0     | 2,6        |
| Asiatiques                              | 3,0      | 2,2     | 5,7        |
| Hawaïens et autres peuples du Pacifique | 0,3      | 0,1     | 0,2        |
| Amérindiens                             | 0,1      | 0,4     | 1,3        |
|                                         |          |         |            |
| Hispaniques et Latino-Américains        | 9,2      | 6,8     | 17,8       |

Le revenu par habitant était en moyenne de 23 254 dollars par an entre 2012 et 2016, inférieur à la moyenne de l'Indiana (26 117 dollars) et à la moyenne nationale (29 829 dollars). Sur cette même période, 19,7 % des habitants de Speedway vivaient sous le seuil de pauvreté (contre 14,1 % dans l'État et 12,7 % à l'échelle des États-Unis).